# Занін Володимир Григорович
Володимир Григорович Занін (нар. 16 вересня 1949; Феодосія) — радянський футболіст, який виступав на позиції воротаря. Відомий за виступами у сімферопольській «Таврії» у другій та першій лізі чемпіонату СРСР, у якій він зіграв більше 100 матчів у чемпіонаті та Кубку СРСР, а також у складі криворізького «Кривбасу» у другій та першій лізі.

## Клубна кар'єра
Володимир Занін народився у Феодосії, і розпочав виступи в командах майстрів у 1970 році в команді другої групи «А» «Таврія» з Сімферополя, куди він прийшов разом із іншим вихованцем феодосійського футболу Іваном Авдєєвим, а також із гравцями московських клубів Аліджаном Іногамовим і Володимиром Бєлоусовим. У першому ж році виступів він став срібним призером першості УРСР, яка розігрувалась серед команд другої групи класу «А». У 1972 році він став бронзовим призером першості УРСР, яка розігрувалась серед команд другої ліги. Наступного року у складі «Таврії» Занін став чемпіоном УРСР, після чого команда здобула путівку до першої ліги. У 1974 році грав у складі «Таврії» вже в першій лізі, у цьому році став також володарем Кубка УРСР серед команд першої та другої ліг. Наступного року Авдєєва призвали до армії, військову службу він проходив у команді одеського СКА, проте в командах майстрів цього року не грав. У 1976 році після закінчення служби в армії Володимир Занін став гравцем команди другої ліги «Кривбас» з Кривого Рогу, з якою в цьому році став чемпіоном УРСР, та отримавши путівку до першої ліги, хоча й не був у цьому році основним воротарем. У 1977 році грав у складі «Кривбасу» в першій лізі. У 1978—1979 роках знову грав у складі «Таврії» вже в першій лізі. У 1980 році став гравцем команди другої ліги «Океан» з Керчі, після завершення сезону покинув команду. У 1981 році Занін грав у аматорській команді «Метеор» з Сімферополя. У 1983—1984 роках він знову захищав ворота керченського «Океану», після чого завершив виступи на футбольних полях. після закінчення кар'єри футболіста Володимир Занін перебрався на постійне місце проживання до США.

## Досягнення
- Переможець Чемпіонату УРСР з футболу 1973, що проводився у рамках турніру в першій зоні другої ліги СРСР.
- Срібний призер чемпіонату УРСР з футболу 1970.
- Бронзовий призер чемпіонату УРСР з футболу 1972.
- Володар Кубку УРСР: 1974.
- Брав участь у «золотому» сезоні «Кривбасу» у 6-й зоні другої ліги чемпіонату СРСР (1976), однак провів лише 7 матчів, чого замало для отримання медалей.